# Vía verde de La Pulgosa
La vía verde de La Pulgosa, también conocida como paseo de La Pulgosa, es una vía verde situada al sur de la ciudad española de Albacete. Con una longitud de 3 km, conecta la avenida de La Mancha con el parque periurbano La Pulgosa. Es una de las vías verdes más transitadas de la capital.

## Historia
La vía verde de La Pulgosa fue proyectada y aprobada en el pleno del Ayuntamiento de Albacete en el 2000 con el fin de conectar la avenida de La Mancha con el parque periurbano La Pulgosa. Sin embargo, no fue construida hasta 2008 y 2009. Tuvo un coste de 2 182 868 € y fue inaugurada a finales de 2009, obra del Ayuntamiento de Albacete.

## Características

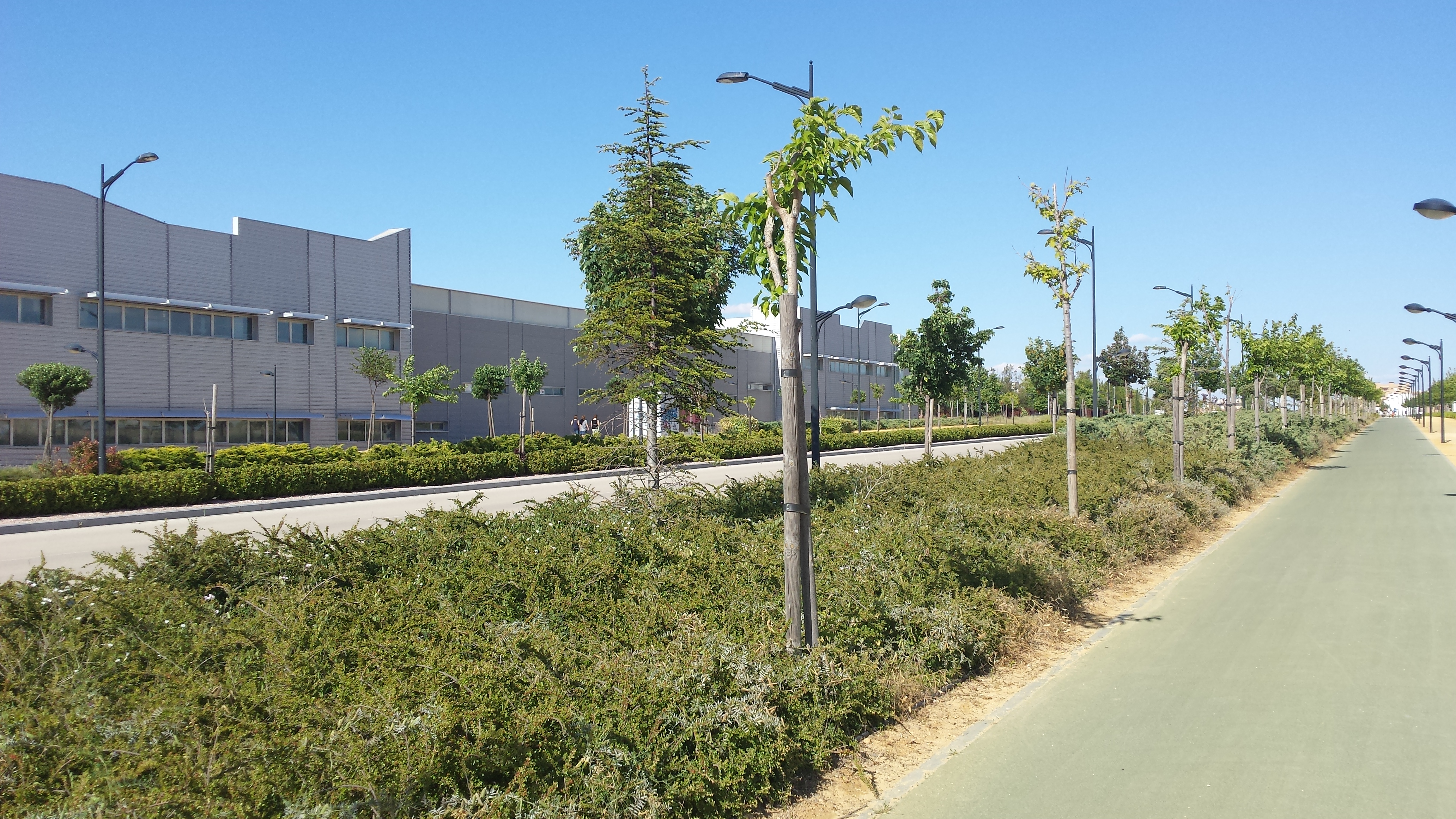
Trazado de la vía verde de La Pulgosa que discurre junto a la AB-20

La vía verde de La Pulgosa conecta la AB-20 o avenida de la Mancha (Segunda Circunvalación de Albacete), desde el cruce con la avenida de España, con el parque periurbano La Pulgosa en un recorrido de 3 km de longitud.
La vía cuenta con dos tramos diferenciados: uno de 500 m de longitud que discurre por la avenida de la Mancha y conecta la avenida de España con el Jardín Botánico de Castilla-La Mancha, y otro, de más de 2 km de longitud, que discurre entre el Jardín Botánico de Castilla-La Mancha y el parque periurbano La Pulgosa.
La vía dispone de carril de tierra batida de 3,5 m de ancho y carril bici de 3,3 m de ancho, además de un carril para coches para poder acceder a las urbanizaciones colindantes. El trazado cuenta con amplias zonas verdes ajardinadas, arbolado, alumbrado, papeleras y un área de descanso y ocio situada junto al Jardín Botánico de Castilla-La Mancha. Es apta para montar en bicicleta, correr, andar o patinar.

## Lugares de interés

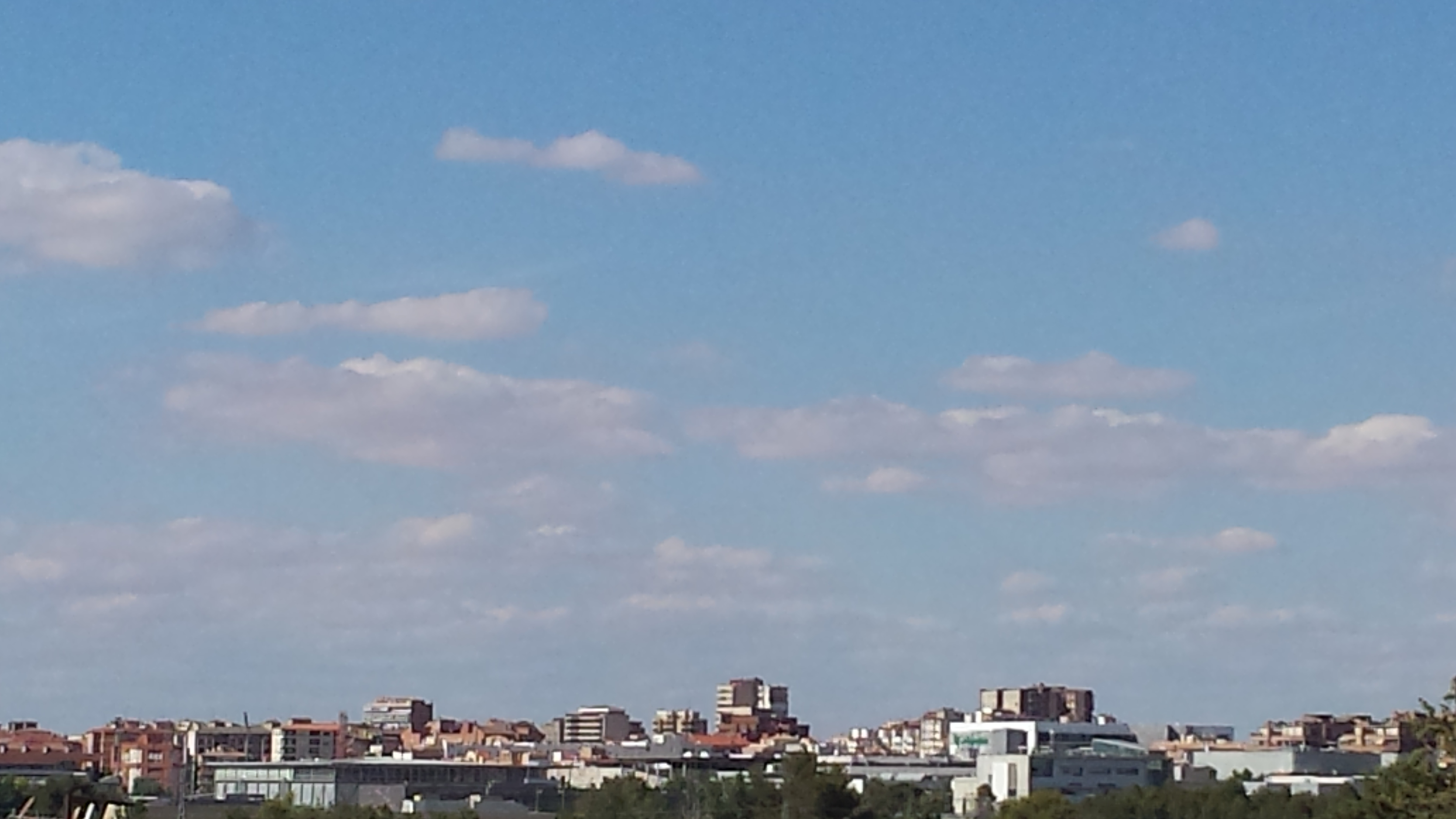
Vista panorámica del sur de la ciudad desde la vía verde

Entre los lugares de interés que se encuentran en el camino destacan el Campus General de Albacete de la Universidad de Castilla-La Mancha, del que se puede ver la Facultad de Educación al comienzo de la vía así como la Escuela Técnica Superior de Ingenieros Agrónomos, y el Parque Científico y Tecnológico de Castilla-La Mancha, del que se observan el edificio que alberga el Instituto de Investigación en Energías Renovables y el Instituto de Desarrollo Industrial, el Centro de I+D de Empresas y el singular edificio del Instituto de Investigación en Informática de Albacete en el primer tramo.

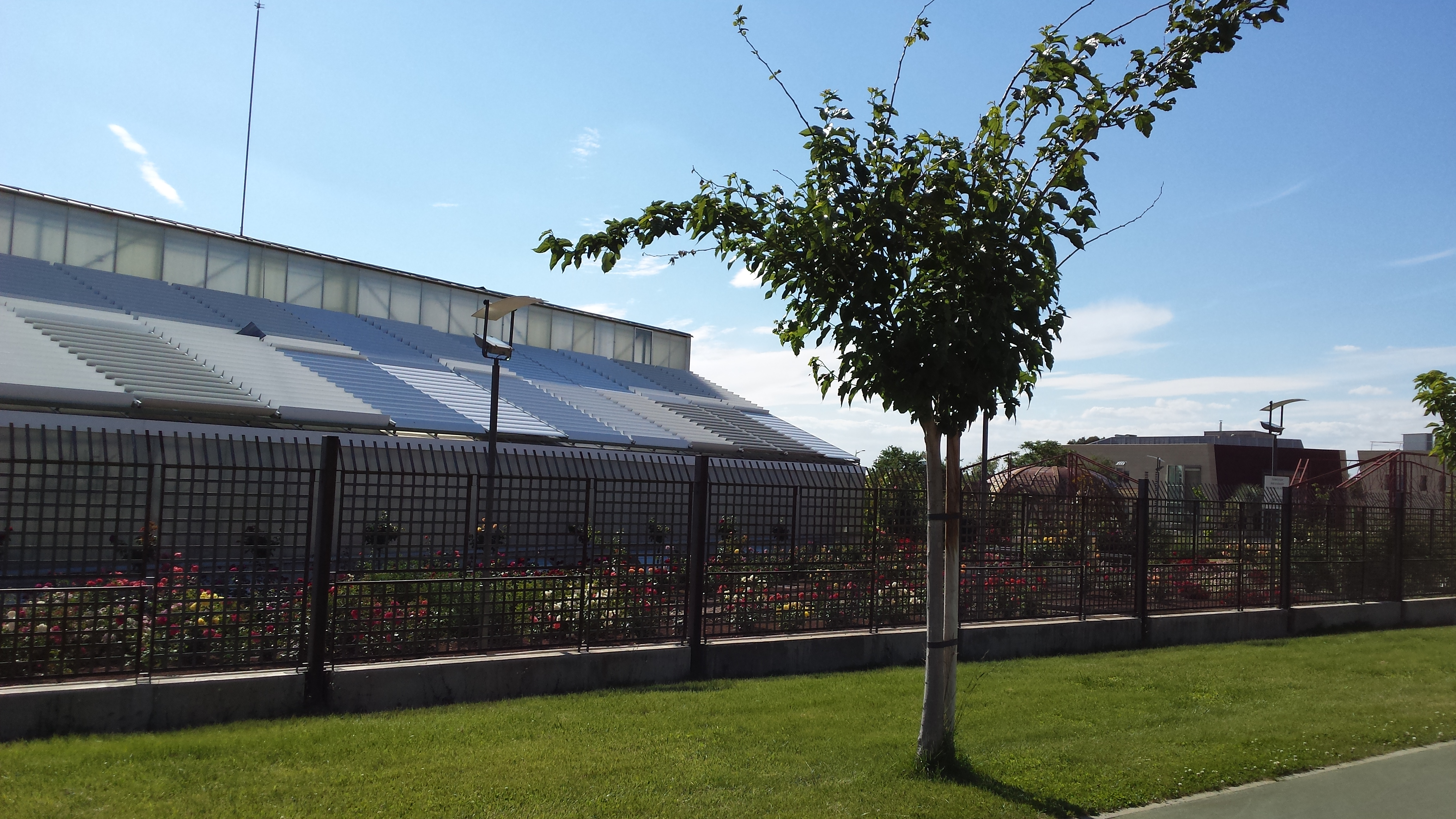
Vista del Jardín Botánico de Castilla-La Mancha desde la vía verde de La Pulgosa

En el límite entre el primer y segundo tramos de la vía verde se encuentran el Jardín Botánico de Castilla-La Mancha, un museo vivo del mundo vegetal de 7 hectáreas de extensión que alberga más de 2000 especies y 100 000 plantas, único en Castilla-La Mancha, y el área de ocio y descanso de la vía verde, con numerosos aparatos de madera para hacer gimnasia.
Desde el segundo tramo se pueden contemplar el interior del Jardín Botánico de Castilla-La Mancha desde el exterior de su valla lateral, situado a la derecha de la vía, de la que destacan sus detalles botánicos, una vista panorámica del sur de la ciudad en el segunda parte de este segundo tramo y al final de la vía se llega a La Pulgosa, el mayor parque periurbano de Albacete con 40 hectáreas de extensión, y al Club Social Tiro Pichón.